# Чорна Вольта
Чорна Вольта (фр. Volta Noire) — річка в Західній Африці. Протікає в Буркіна-Фасо, Кот-д'Івуарі та Гані. Басейн охоплює площу в  388 000 км2, з яких близько 158 000 км2  розташовані в Гані.
Бере початок в Буркіна-Фасо при злитті річки Планді та річки Дієнкоа у поселення Банзо, потім утворює кордон між Буркіна-Фасо та Кот-д'Івуаром, пізніше, між Кот-д'Івуаром та Ганою. Закінчується в Гані, зливаючись з Білою Вольтою й утворюючи Вольту.
Не судноплавна